# Maja Haderlap
Œuvres principales
Angel of Oblivion
Compléments
Maja Haderlap, née le 8 mars 1961  à Bad Eisenkappel/Železna Kapla, Carinthie, est une écrivaine et poète autrichienne, bilingue allemand-slovène. 
Son livre Engel des Vergessens (L’ange de l’oubli) s’est vu attribuer successivement les prix Ingeborg-Bachmann, Bruno-Kreisky et Rauriser. Membre depuis 2016 de l'Académie allemande de langue et de littérature (en allemand : Deutsche Akademie für Sprache und Dichtung), elle habite Klagenfurt.

## Biographie
Après son diplôme d’études secondaires, Maria Haderlap a suivi les cours de théâtre et de civilisation allemande de l’Université de Vienne. Elle a ensuite travaillé comme assistante de programmation théâtrale, directrice de programme et chargée de cours à l’Institut de littérature comparée de l’Université de Klagenfurt, en Autriche. De 1992 à 2007, elle travailla au Théâtre municipal de Klagenfurt avec l’intendant Dietmar Pflegerl et contribua à la mise en scène de nombreuses pièces de théâtre, de musique et de danse, au nombre desquelles les créations de pièces des dramaturges Peter Turrini et Gert Jonke.
Écrivaine, elle contribua pendant plusieurs années à titre de coéditrice et rédactrice à la revue littéraire slovène de Carinthie, Mladje. En 2011, elle s’est vu attribuer le prestigieux prix Ingeborg-Bachmann dans le cadre des trente-cinquièmes Journées littéraires de Klagenfurt pour son recueil de poésie Im Kessel, racontant l’histoire d’un village et d’une famille slovène de Carinthie et illustrant la résistance de la communauté slovène de Carinthie à la Wehrmacht allemande ,.
Haderlap écrit prose, poésie et essais tant en allemand qu’en slovène; elle traduit également du slovène vers l’allemand. Ses textes ont été traduits en de nombreuses langues et ont été publiés tant dans des revues littéraires allemandes qu’étrangères, ainsi que dans diverses anthologies. 
Maja Haderlap est membre de l’Association des auteur(e)s de Graz (Grazer Autorinnen Autorenversammlung) et vit avec son époux, Klaus Amann, à Klagenfurt.

## Rayonnement
Maja Haderlap est considérée comme l’une des voix les plus influentes parmi les auteur(e)s autrichien(ne)s s’exprimant en slovène, non seulement au sein de l’espace slovène mais également au sein de la tradition autrichienne. Depuis la publication de son premier recueil de poésie Žalik pesmi en 1983 elle s’est méritée en Carinthie la réputation d’une des forces motrices de la littérature contemporaine.

## Distinctions
- 1983 : parrainage du land de Carinthie

- 1989 : prix de la fondation France Prešeren

- 2004 : prix Hubert-Burda dans le cadre du prix Hermann-Lenz

- 2005 : prix de la culture féminine du land de Carinthie pour la littérature

- 2006/2007 : bourse d’études de l’État autrichien pour la littérature

- 2011 : prix Ingeborg-Bachmann pour Engel des Vergessens

- 2011 : grande décoration d’or du land de Carinthie

- 2011 : prix  Bruno-Kreisky pour une œuvre à caractère politique pour Engel des Vergessens

- 2011 : prix littéraire de la fondation Ravensburger Verlag

- 2012 : écrivaine en résidence de la Fondation « One World » au Sri Lanka

- 2012 : prix littéraire Rauriser pour Engel des Vergessens

- 2012 : doctorat honorifique de l’Université de Klagenfurt

- 2013 : prix Vinzenz-Rizzi

- 2015 : prix Willy und Helga Verkauf-Verlon

- 2015 : prix du Premier roman étranger pour L’Ange de l’oubli (titre français de Engel des Vergessens)

## Œuvres
- Žalik pesmi, poèmes, 1983
- Bajalice, poèmes, 1987
- Gedichte – Pesmi  – Poems, 1989
- Srečko Kosovel: Decek in sonce. Der Knabe und die Sonne, en allemand et slovène.
- Der Papalagi (Dramatisation du livre éponyme de 1921 publié par Erich Scheuermann, 1990)
- Med politiko in kulturo, 2001
- Das Stadttheater Klagenfurt 1992 bis 2007, 2007
- Engel des Vergessens, roman, 2011[5]

- traduit en français sous le titre L'Ange de l'oubli par Bernard Banoun, postface d'Ute Weinmann, Paris, Éditions Métailié, 2015, 240 p.  (ISBN 979-10-226-0408-6)
- Prix du premier roman étranger 2015
Autres publications
- L'angle de la Mitteleuropa. Une réminiscence, dans Cultures d'Europe centrale, hors-série 2, 2003.
- Poèmes, dans Cultures d'Europe centrale, 2003/2.
- « Six poèmes de langer transit », Place de la Sorbonne 7 (2017), p. 154-167.

### Note
- (de) Cet article est partiellement ou en totalité issu de l’article de Wikipédia en allemand intitulé « Maja Haderlap » (voir la liste des auteurs).